# Lennart Bodström
Ture Lennart Bodström (Gotemburgo, 20 de abril de 1928 – Estocolmo, 30 de abril de 2015) fue un político sueco, que ejerció las funciones de Ministro de Asuntos Exteriores en el Gobierno socialdemócrata de Olof Palme desde 1982 hasta 1985.
Su negativa, sin más pruebas, a participar en las acusaciones contra la Unión Soviética en relación con sus posibles operaciones submarinas en aguas suecas condujo a una moción de confianza en su contra en el Parlamento de Suecia, que fracasó. Esta sigue siendo la única vez que se ha presentado una moción de este tipo contra un solo miembro de un gobierno sueco (aunque algunos han renunciado ante la amenaza de uno).
Después de las elecciones generales de 1985, Bodström fue designado para el cargo de Ministro de Educación. El hijo de Bodström Thomas Bodström también ha sido político socialdemócrata.